# Natalia Strelchenko
Natalia Strelchenko(Наталья Стрельченко, também chamada de Natalia Strelle; Rússia, 23 de Dezembro de 1976 – Manchester, 30 de Agosto de 2015) foi uma renomada pianista clássica russa.
Um verdadeiro talento no piano, Natalia Strelchenko se apresentou com a Orquestra Sinfônica de São Petesburgo quando tinha somente 12 anos. Fez concertos com a orquestra em salas de renome como o Wigmore Hall de Londres, Carnegie Hall em Nova York e Franzoesischer Dom em Berlim.
Foi morta aos 38 anos, no auge de sua carreira, após seu marido, o músico clássico John Martin, assassiná-la por ter inveja da carreira da mulher. Por conta disso, ele foi condenado a prisão perpétua.

## Discografia

### CDs
- Franz Liszt - 12 Études d'exécution transcendante (2005)
- Agathe Backer-Grøndahl - Complete Piano Music (Volumes 1–5) (2006-2007)
- Thomas Tellefsen - Complete Piano Music (Volumes 1–2) on historical Broadwood from 1843 (2009)
- Friedrich Kuhlau - La Clochette, Selected Sonatinas

### DVDs
- DVD production "History of piano technique" in collaboration with Finchcocks Instrument Museum (2010)